# Nelson Tapia
Nelson Antonio Tapia Ríos (Molina, 22 de setembro de 1966), é um ex-futebolista chileno que atuou como goleiro. Atualmente é treinador do Independiente de Cauquenes.

## Carreira

### Clubes
Começou a jogar pelo O'Higgins, aos 18 anos de idade.
Tapia teve passagem pelo Vélez Sarsfield, em 2001, onde foi contratado devido a saída de um dos maiores ídolos da história do clube argentino: o goleiro artilheiro Chilavert. Apesar de ter chego para ser o goleiro titular, Tapia acabou por dividir a função muitas vezes com o reserva Leyenda. Acabou perdendo espaço e foi negociado ao fim da temporada 2000/2001, quando passou a jogar pelo Desportes Puerto, do Chile.
Em junho de 2004, renunciou à seleção chilena na Copa América como condição para assinar um contrato de seis meses com o Santos. O arqueiro foi campeão brasileiro de 2004 com o clube, mas durante a temporada acabou perdendo a posição para o goleiro Mauro. Fez 35 partidas pelo clube.
Aos 39 anos, em 2005, Tapia pendurou as luvas.

### Seleção Chilena
Tapia teve uma longa carreira na Seleção Chilena, começou em 1994 e só deixou de ser convocado quando se aposentou.
Integrou a Seleção na Copa de 1998 e na Copa América de 1999.

## Títulos

### Campeonatos nacionais
| Título                | Clube                | País   | Ano  |
| --------------------- | -------------------- | ------ | ---- |
| Copa Chile            | Universidad Católica | Chile  | 1995 |
| Torneo Apertura       | Universidad Católica | Chile  | 1997 |
| Torneo Apertura       | Cobreloa             | Chile  | 2003 |
| Torneo Clausura       | Cobreloa             | Chile  | 2003 |
| Campeonato Brasileiro | Santos Futebol Clube | Brasil | 2004 |

### Copas internacionais
| Título              | Equipe               | País  | Ano  |
| ------------------- | -------------------- | ----- | ---- |
| Copa Interamericana | Universidad Católica | Chile | 1994 |